# Comportement des troupes britanniques pendant la guerre d'indépendance des États-Unis
Pour un article plus général, voir Guerre d'indépendance des États-Unis.
Cet article traite du comportement des troupes britanniques pendant la guerre d'indépendance des États-Unis à la fin du XVIIIe siècle.  Au regard des traités et conventions internationaux actuels comme la Déclaration universelle des droits de l'homme et les Conventions de Genève, les méthodes employées par l'armée britannique se qualifieraient de violation des droits de l'homme, de torture et actes de barbarie, et de crimes de guerre. L'usage de telles pratiques, contraires aux normes modernes ainsi qu'aux us et coutumes de l'époque, était répandu au niveau des colonies européennes jusqu'au milieu du XXe siècle.  En particulier, au cours de la guerre d'indépendance des États-Unis, les libertés individuelles consenties par la couronne britannique dans l'Habeas corpus et la Déclaration des droits, ne sont pas respectées.

## Quelques exemples
Dès 1800 tandis que le Parlement parle de paix, des ordres sont donnés pour mettre à feu et à sang les provinces américaines. Le général Gage, enfermé dans Boston, se vengeait de son inaction forcée en maltraitant les prisonniers américains, ce qui lui attirait de la part de Washington des reproches et des menaces de représailles qui ne furent jamais mises à exécution. En Virginie, lord Punmore exerçait des ravages qui lui valurent le surnom de tyran de cette province. En même temps Guy Carleton régnait en despote sur les habitants du Canada.
En 1776, les Anglais contrefirent une telle quantité de papier monnaie qu'ils discréditèrent ces valeurs fictives, dont le Congrès dut ordonner le cours forcé. Les Anglais promettaient aux Amérindiens une récompense pour chaque chevelure d'Américain qu'ils rapporteraient.
Après la bataille de Saratoga, le général Gates trouva la ville d'Esopus sur l'Hudson ainsi que les villages des environs réduits en cendres par les ordres des généraux Vaughan et Wallace. 
Au commencement de mai 1778, pendant une expédition aux environs de Philadelphie, le colonel Mawhood ne craignit pas de publier l'avis suivant : «Le colonel réduira les rebelles, leurs femmes et leurs enfants à la mendicité et à la détresse, et il a annexé ici les noms de ceux qui seront les premiers objets de sa vengeance.» (Ramsay, I, p. 335.)
Pour arrêter la marche des troupes alliées devant York, lord Cornwallis recourut à des ruses, utilisant la maladie comme arme. Il fit jeter dans tous les puits des têtes de bœufs, des chevaux morts, et même des cadavres. L'armée française souffrit de la disette d'eau. C'est du reste avec les mêmes armes qu'il avait cherché auparavant à détruire la petite armée de La Fayette. Il faisait inoculer tous les esclaves qui désertaient leurs plantations ou qu'il pouvait enlever, et les forçait ensuite à rétrograder et à aller porter la contagion dans le camp américain.
Pour Thomas Balch, il ne faudrait pas croire pourtant que ces actes fussent spécialement réservés à l'Amérique et exercés seulement contre les colons révoltés. Il semble qu'à cette époque ils étaient tout à fait dans les mœurs anglaises.